# Borgetto
Borgetto (Burǧettu in siciliano) è un comune italiano di 7 115 abitanti della città metropolitana di Palermo in Sicilia.
Situato ai piedi del Monte Crocefia, a circa 280 m sul livello del mare, occupa una zona privilegiata e centrale nel Golfo di Castellammare confinando con i comuni di Partinico, Montelepre, Giardinello e Monreale.
Un documento ufficiale del Regno d'Italia dell'anno 1903, riferendosi ai confini del suo territorio, cita: «Dal punto in cui il fiume Nocella incontra il vertice dei limiti comunali di Giardinelli, Partinico e Borgetto, la linea di delimitazione segue a sud-est il corso del fiume stesso fino all'incontro collo stradale Partinico-Montelpere: indi segue questo stradale fino al confine Partinico-Borgetto. Ridiscende quindi a sud fin a 600 metri di distanza dallo stradale Partinico-Borgetto e prendendo una direzione parallela a quello dell'accennato stradale Partinico-Montelepre va a passare per le case Salomone per arrivare al mulino sul fiume Nocella».

## Origini del nome
Secondo alcuni linguisti, il nome del paese di Borgetto deriverebbe dalla parola greco-bizantina πύργος (pyrgos). Il termine trova parallelismi in diverse altre lingue indoeuropee, si pensi al suffisso "burg", riscontrabile sia nelle lingue celtiche che in quelle germaniche per indicare un luogo elevato e fortificato. Ad esempio, città come Amburgo (Hamburg) e Salisburgo (Salzburg) testimoniano l'uso germanico del termine, mentre nell'antico celtico si trovano radici simili con significati analoghi. L'arabo, che adottò termini simili come burj per indicare torri o fortificazioni, li ha verosimilmente mutuati dagli europei durante i contatti culturali. Per tale motivo si può notare una torre sullo stemma del comune.

## Storia
Ci sono molte leggende sulla fondazione del paese. Secondo una fonte, la prima prova dell'esistenza di esso risale al 1294. A quell'epoca, il nome del signore feudale era Simone d'Escolo. Nel 1337, il feudo passò nelle mani di Margherita d'Escolo, che decise di presentarlo all'abate del monastero di S. Martino delle Scale fra il 1350 e il 1360 circa.
Una condizione di questo dono era che l'abate si sarebbe impegnato a costruire nel paese un monastero, il monastero di S. Maria delle Ciambre. Nel 1413, a causa di una nuova eredità, i frati del monastero di S. Maria delle Ciambre dovettero costruire il monastero della Madonna del SS. Romitello. Secondo un'altra fonte, Margherita d'Escolo comprò il feudo di Borgetto nel 1351 e nel suo testamento presentò il paese all'abate Siniso nel 1360 e lasciò ai monaci i soldi per la costruzione del monastero di S. Maria delle Ciambre. Infine, è sicuro che Borgetto era un feudo dei Benedettini nel tardo Medioevo.

### Simboli
Lo stemma di Borgetto, che non risulta avere decreto di concessione statale, è così descritto all'articolo 1 dello statuto comunale:
In termini araldici verrebbe blasonato come:
Il gonfalone municipale è un drappo partito di bianco e di giallo.

## Monumenti e luoghi d'interesse

### Architetture religiose

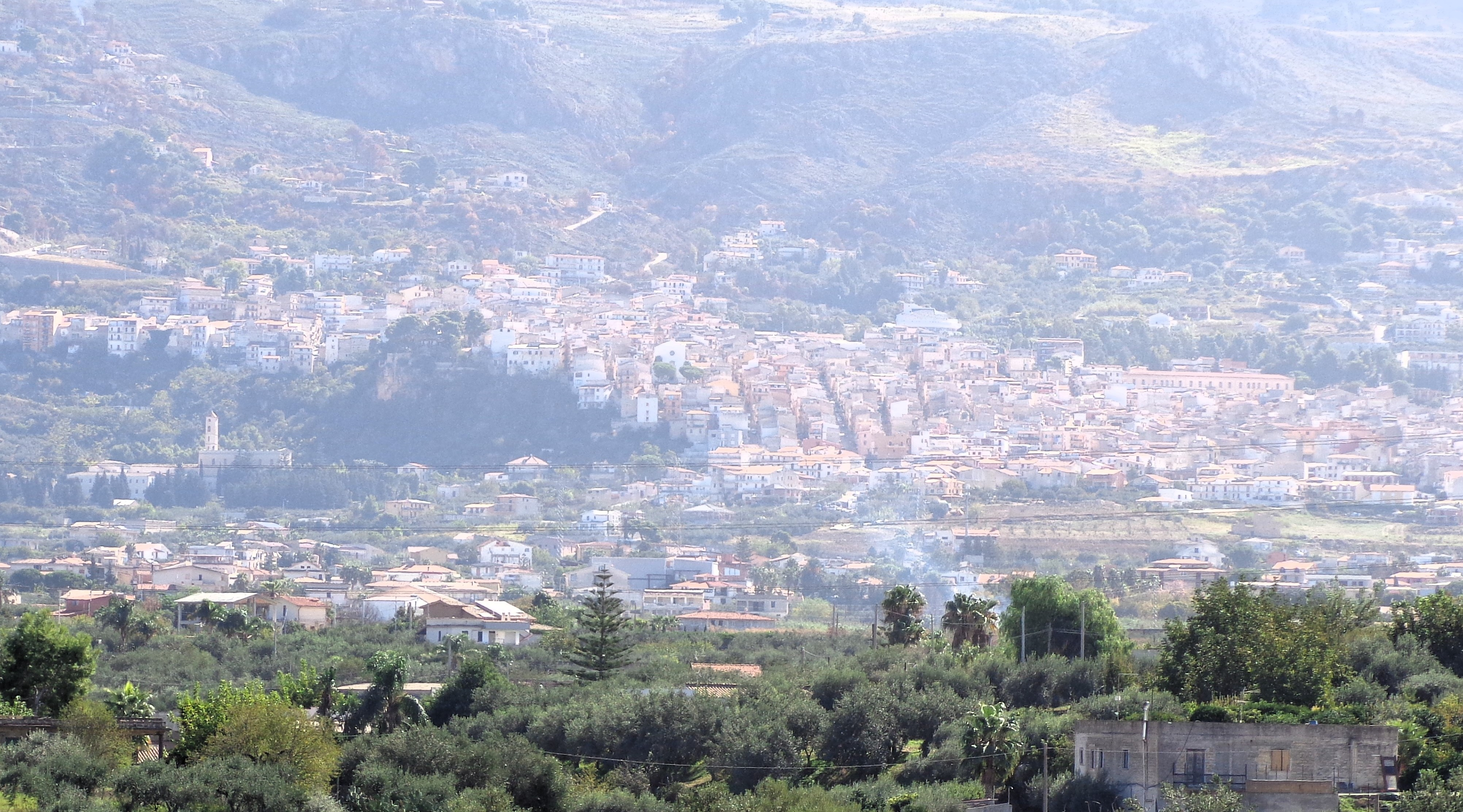
Veduta panoramica di Borgetto da Borgo Parrini.

- Duomo di Santa Maria Maddalena[12]
- convento dei Padri Passionisti

## Società

### Evoluzione demografica
Abitanti censiti

### Etnie e minoranze straniere
Gli stranieri residenti a Borgetto al 1° gennaio 2024 sono 129 e rappresentano l'1,8% della popolazione residente. La comunità straniera più numerosa è quella proveniente dalla Romania con il 36,4% di tutti gli stranieri presenti sul territorio, seguita dalla Repubblica Popolare Cinese.

## Cultura

### Istruzione
Ci sono 3 scuole dell'infanzia, Primarie e Secondarie di primo grado.nel comune di Borgetto.Altre scuole nelle vicinanze sono presenti  nel comune di Partinico, in particolare un Istituto Comprensivo, un liceo e due istituti professionali.
Considerando i censimenti dal 1971 al 2001, risulta inoltre che nel paese vi è stato anche un aumento nel livello di formazione: gli sprovvisti di titolo di studio sono diminuiti del 66% (21% gli uomini e 26% le donne), le licenze elementari sono cresciute (del 26% gli uomini e 27% le donne), così come i diplomi di licenza media inferiore, un aumento di circa 37% per gli uomini e 32% per le donne. I diplomati di licenza superiore sono aumentati del 2% (15% gli uomini 14% le donne).

### Eventi

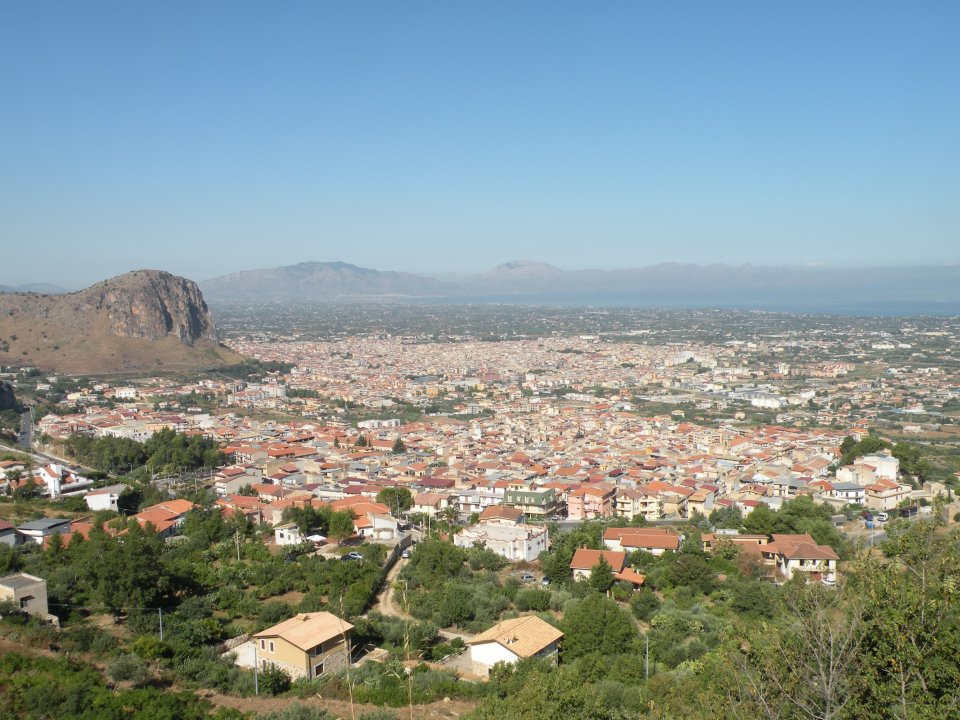
Borgetto (in primo piano) e Partinico (al centro della foto)

Borgetto è nota anche per la festa chiamata «mense di San Giuseppe». È una festa che mette insieme tradizione, cultura e religione. In ogni casa si prepara una stanza con delle tende bianche e cibo per tre bambini poveri. C'è una processione che parte dalla casa più antica del paese e con un asino e una Madonna che attraversano il paese. Questa festa viene descritta in un libro pubblicato nel 1906..
Oltre a questo, si svolge anche una festa per l'onomastico del paese, il giorno di Santa Maria Maddalena. Nell'anno 1775, un osservatore vi fece riferimento, dicendo: in un paese di 1.000 abitanti ce n'erano 60 che facevano parte della processione e che questo era estremamente grande e splendido.
La Via Matris è  un evento frutto del tenace impegno della Confraternita del Cristo morto e dell’Addolorata. Si suddivide in sei momenti, corrispondenti ai sette dolori di Maria. Si svolge il venerdì antecedente la Domenica delle Palme e si tratta di un pio esercizio di meditazione che, fiorito nel sec. XVI, si è progressivamente imposto nella devozione popolare della Chiesa.

## Economia

### Occupazione/Disoccupazione
Essendo stato negli anni passati un paese prevalentemente agricolo, l'occupazione principale era per l'appunto l'agricoltura o comunque la manovalanza agricola. Nel periodo a cavallo tra gli anni sessanta e settanta, con l'evolversi dei tempi anche il lavoro agricolo è diminuito, nella misura del 52% per gli uomini e del 20% per le donne (secondo l'ultimo censimento del 2001), a favore del lavoro di tipo industriale che è salito al 36%, con una percentuale del 20% per le donne.
Sempre nel 2001, il settore terziario è cresciuto del 51% per gli uomini e del 68% per le donne, un'inversione di tendenza rispetto agli anni precedenti in quanto gli impiegati nel settore terziario erano maggiormente uomini. La percentuale delle casalinghe è attualmente variabile tra il 30 e il 40% circa, molto minore rispetto al passato anche se con una flessione non notevole. I pensionati sono scesi al 2,9%-3% circa.

## Amministrazione
Di seguito è presentata una tabella relativa alle amministrazioni che si sono succedute in questo comune.
| Periodo        | Periodo          | Primo cittadino              | Partito              | Carica  | Note   |
| -------------- | ---------------- | ---------------------------- | -------------------- | ------- | ------ |
| 18 maggio 1989 | 15 giugno 1990   | Giuseppe Pirreca             | Democrazia Cristiana | Sindaco | [ 21 ] |
| 15 giugno 1990 | 15 dicembre 1991 | Antonino Simonetta           | Democrazia Cristiana | Sindaco | [ 21 ] |
| 2 gennaio 1992 | 30 gennaio 1993  | Luigi Garofalo               | Democrazia Cristiana | Sindaco | [ 21 ] |
| 20 marzo 1993  | 10 febbraio 1994 | Salvatore Casoria            | lista civica         | Sindaco | [ 21 ] |
| 27 giugno 1994 | 25 maggio 1998   | Pietro Salamone              | lista civica         | Sindaco | [ 21 ] |
| 25 maggio 1998 | 27 maggio 2003   | Antonino Bonomo              | lista civica         | Sindaco | [ 21 ] |
| 27 maggio 2003 | 17 giugno 2008   | Antonino Bonomo              | lista civica         | Sindaco | [ 21 ] |
| 28 giugno 2008 | 12 giugno 2013   | Giuseppe Davì                | lista civica         | Sindaco | [ 21 ] |
| 12 giugno 2013 | 15 febbraio 2017 | Gioacchino De Luca           | lista civica         | Sindaco | [ 21 ] |
| 29 aprile 2019 | 11 giugno 2024   | Luigi Garofalo               | lista civica         | Sindaco | [ 21 ] |
| 11 giugno 2024 | in carica        | Francesco detto Roberto Davì | lista civica         | Sindaco | [ 21 ] |